# 南昌市民俗博物馆
南昌市民俗博物馆于1988年建於贺龙指挥部旧址，2016年万寿宫博物館並入，地址遷入萬壽宮历史文化街區。